# Священный синод Грузинской православной церкви
Священный синод Грузинской православной церкви (груз. საქართველოს ეკლესიის წმინდა სინოდი — Сакартвэлос эклесиис цминда синоди) — орган управления Грузинской православной церкви. Действует под председательством католикоса-патриарха всея Грузии и состоит из всех правящих архиереев Церкви, а также викария католикоса, что фактически делает его аналогом Архиерейского собора в Русской православной церкви.

## История
Во второй половине V века по инициативе царя Вахтанга были созданы основы автокефального церковного устроения, в том числе образован Синод под председательством архиепископа с титулом католикоса, состоявший как минимум из 14 архиереев.
21-27 июня 1927 года в Тифлисе состоялся IV Церковный Собор, созванный для выборов Католикоса-Патриарха всей Грузии, учредил Синодальный пленум, преобразованный позже в Священный Синод.
Согласно «Положению об управлении Грузинской Православной Церковью», принятому 28 марта 1945 года, в Синод входили все правящие архиереи, заседание считалось состоявшимся при кворуме 50%; члены Синода не имели права воздерживаться от голосования. Юрисдикции церковного суда подлежали все члены Церкви в вопросах вероучения, этики и церковной дисциплины, жалобы на архиереев рассматривал Синод.

## Состав
Предстоятель:
- Илия II (Гудушаури-Шиолашвили), католикос-патриарх всея Грузии (26.08.1963)

Правящие архиереи:
- Шио (Муджири), митр. Сенакский, местоблюститель патриаршего престола (07.09.2003)
- Анания (Джапаридзе), митр. Манглисский (15.03.1981)
- Вахтанг (Ахвледиани), митр. Маргветский (1982)
- Каллистрат (Маргалиташвили), митр. Кутаисский (1983)
- Зосима (Шиошвили), митр. Цилканский (1983)
- Георгий (Шаламберидзе), митр. Ткибульский (14.10.1988)
- Иов (Акиашвили), митр. Урбнисский (17.05.1992)
- Даниил (Датуашвили), митр. Чиатурский (1992)
- Давид (Махарадзе), митр. Авва Алавердский (16.04.1992)
- Авраам (Гармелия), митр. Западноевропейский (25.12.1992)
- Сергий (Чекуришвили), митр. Некресский (27.12.1992)
- Исаия (Чантурия), митр. Никозский (07.04.1995)
- Иосиф (Киквадзе), митр. Шемокмедский (07.04.1995)
- Григорий (Бербичашвили), митр. Потийский (24.03.1996)
- Николай (Пачуашвили), митр. Ахалкалакский (29.03.1996)
- Феодор (Чуадзе), митр. Ахалцихский (27.10.1996)
- Савва (Гигиберия), митр. Хонский (04.11.1996)
- Димитрий (Шиолашвили), митр. Батумский (08.11.1996)
- Герасим (Шарашенидзе), митр. Зугдидский (29.03.1998)
- Андрей (Гвазава), митр. Самтависский (18.10.1998)
- Антоний (Булухия), митр. Ванский (11.11.1996)
- Петр (Цаава), митр. Чкондидский (16.07.2002)
- Стефан (Калаиджишвили), митр. Цагерский (27.10.2002)
- Иларион (Китиашвили), митр. Местийский (03.11.2002)
- Иоанн (Гамрекели), митр. Руставский (14.09.2008)
- Давид (Тикарадзе), архиеп. Бодбийский (14.10.1998)
- Зинон (Иараджули), архиеп. Дманисский (2003)
- Евфимий (Лежава), архиеп. Гурджаанский (2003)
- Лука (Ломидзе), архиеп. Сагареджойский (27.08.2003)
- Иегудиил (Табатадзе), архиеп. Стефанцминдский (28.08.2003)
- Ефрем (Гамрекелидзе), архиеп. Болнисский (31.12.2006)
- Спиридон (Абуладзе), архиеп. Схалтский (24.12.2007)
- Мелхиседек (Хачидзе), еп. Геретский (03.05.2009)
- Иаков (Якобашвили), еп. Гардабанский (09.05.2010)
- Михаил (Габричидзе), еп. Тианетский (20.10.2013)
- Димитрий (Капанадзе), еп. Маргветский (27.10.2013)
- Дамиан (Хупения), еп. Самтависский (03.11.2013)
- Симеон (Цакашвили), еп. Сурамский (11.11.2013)
- Георгий (Джамделиани), еп. Марнеульский (23.11.2013)
- Иоанн (Шомахия), еп. Агаракский (01.12.2013)
- Григорий (Кация), еп. Марткопский (04.12.2013)
- Лазарь (Самадбегишвили), еп. Боржомский (11.06.2014)
- Досифей (Богверадзе), еп. Бельгийский (15.06.2014)
- Савва (Инцкирвели), еп. Северо-Американский (22.06.2014)
- Вахтанг (Липартелиани), еп. Никорцминдский (01.06.2015)